# Blias prionoti
Blias prionoti är en kräftdjursart som beskrevs av Henrik Nikolai Krøyer 1863. Blias prionoti ingår i släktet Blias och familjen Chondracanthidae. Inga underarter finns listade i Catalogue of Life.